# Raz Hershko

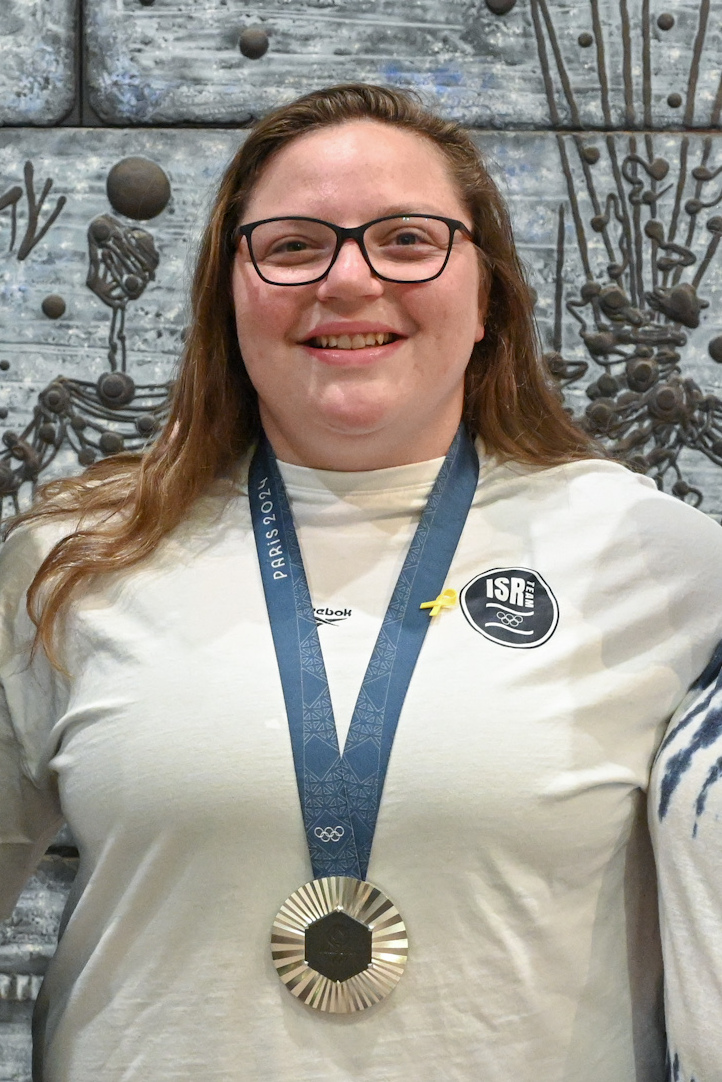
Raz Hershko, 2024

Raz Hershko (hebräisch רז הרשקו‎; * 19. Juni 1998 in Netanja) ist eine israelische Judoka. Sie gewann 2021 mit der israelischen Mannschaft eine olympische Bronzemedaille. 2023 wurde sie Weltmeisterschaftsdritte, 2024 Europameisterin im Schwergewicht und gewann 2024 eine olympische Silbermedaille.

## Sportliche Karriere
Raz Hershko ist die Nichte der israelischen Nationaltrainerin Shani Hershko und begann im Alter von vier Jahren mit dem Judosport. 2012, 2013 und 2018 war sie israelische Meisterin im Schwergewicht, der Gewichtsklasse über 78 Kilogramm. 2015 siegte sie bei den U18-Europameisterschaften, 2017 war sie Zweite und 2018 Dritte der U23-Europameisterschaften. 2019 nahm sie erstmals an Weltmeisterschaften in der Erwachsenenklasse teil, verlor aber gleich ihren Auftaktkampf gegen die Slowenin Anamari Velenšek.
2021 siegte sie beim Grand Slam in Antalya. Bei den 2021 ausgetragenen Olympischen Spielen in Tokio unterlag sie im Achtelfinale der Japanerin Akira Sone. Im Mixed-Mannschaftswettbewerb gewann die israelische Mannschaft eine Bronzemedaille. In der ersten Runde des Mixed-Wettbewerbs besiegte Hershko die Italienerin Alice Bellandi, die israelische Mannschaft siegte mit 4:3. Im Viertelfinale gegen Frankreich unterlag sie Romane Dicko, Frankreich siegte mit 4:3. In der Hoffnungsrunde unterlag Hershko der Brasilianerin Mayra Aguiar, aber Israel gewann mit 4:2. Schließlich erzielte sie durch einen Sieg über die Russin Alexandra Babinzewa einen Punkt im Kampf um Bronze.
2022 erreichte Hershko das Finale bei den Europameisterschaften in Sofia und erhielt die Silbermedaille hinter Romane Dicko. Bei den Weltmeisterschaften in Taschkent unterlag sie im Kampf um Bronze der Französin Julia Tolofua. Im Mannschaftswettbewerb wurde Hershko mit der israelischen Mannschaft Dritte. 2023 siegte Hershko bei den israelischen Meisterschaften sowie bei den Grand-Slam-Turnieren in Tel Aviv und in Tiflis. Bei den Weltmeisterschaften 2023 in Doha verlor sie im Viertelfinale gegen die Japanerin Akira Sone. Nach zwei Siegen in der Hoffnungsrunde erhielt sie eine Bronzemedaille. Bei den Europameisterschaften 2023 in Montpellier erreichte Hershko das Finale und unterlag dann Romane Dicko. Im April 2024 bei den Europameisterschaften in Zagreb besiegte Hershko im Finale die Französin Julia Tolofua. Sie widmete diese Goldmedaille Leutnant Yonatan Goutin, der beim Terrorangriff der Hamas auf Israel 2023 getötet wurde. Bei den 2024 ausgetragenen Olympischen Spielen in Paris gewann sie die Silbermedaille.